# Polska Formuła 3 Sezon 2007
2008 – osiemnasty sezon Polskiej Formuły 3, rozgrywany w ramach WSMP jako Formuła F2000. W ramach sezonu rozegrano dziewięć eliminacji. Mistrzem został Michał Gil.

## Zwycięzcy
| Runda | Data           | Tor       | Pole position     | Najszybsze okrążenie | Zwycięzca (kierowcy) | Zwycięzca (zespoły)       |
| ----- | -------------- | --------- | ----------------- | -------------------- | -------------------- | ------------------------- |
| 1     | 18 maja        | Poznań    | Marek Schramm     | Michał Gil           | Michał Gil           | Automobilklub Kielecki    |
| 2     | 19 maja        | Poznań    | Marek Schramm     | Marek Schramm        | Marek Schramm        | ?                         |
| 3     | 29 czerwca     | Lausitz   | ?                 | ?                    | Marcel Baierle       | ?                         |
| 4     | 30 czerwca     | Lausitz   | ?                 | ?                    | Marek Schramm        | ?                         |
| 5     | 26 sierpnia    | Poznań    | Marek Schramm     | Maurycy Kochański    | Maurycy Kochański    | Automobilklub Rzemieślnik |
| 6     | 14 września    | Budapeszt | ?                 | ?                    | Chanoch Nissany      | VIP                       |
| 7     | 16 września    | Budapeszt | ?                 | ?                    | Chanoch Nissany      | VIP                       |
| 8     | 5 października | Poznań    | Maurycy Kochański | Maurycy Kochański    | Michał Gil           | Automobilklub Kielecki    |
| 9     | 7 października | Poznań    | Maurycy Kochański | Maurycy Kochański    | Maurycy Kochański    | Automobilklub Rzemieślnik |

## Klasyfikacja kierowców
| Legenda oznaczeń w tabelach wyników Wyświetl szablon na nowej stronie | Legenda oznaczeń w tabelach wyników Wyświetl szablon na nowej stronie                                                                     |
| Oznaczenie                                                            | Wyjaśnienie |
| --------------------------------------------------------------------- | --- |
| Złoty                                                                 | Zwycięzca lub mistrzostwo |
| Srebrny                                                               | 2. miejsce lub wicemistrzostwo |
| Brązowy                                                               | 3. miejsce lub II wicemistrzostwo |
| Zielony                                                               | Ukończył, punktował (w klasyfikacji generalnej, gdy zdobył co najmniej jeden punkt na przestrzeni sezonu, poza trzema powyższymi opcjami) |
| Niebieski                                                             | Ukończył, nie punktował (w klasyfikacji generalnej, gdy nie zdobył co najmniej jednego punktu na przestrzeni sezonu)                      |
| Czerwony                                                              | Nie zakwalifikował się (NZ) |
| Czerwony                                                              | Nie prekwalifikował się (NPK) |
| Różowy                                                                | Nie ukończył (NU) |
| Różowy                                                                | Niesklasyfikowany (NS) (w klasyfikacji generalnej, gdy nie został sklasyfikowany w żadnym wyścigu sezonu)                                 |
| Czarny                                                                | Zdyskwalifikowany (DK) |
| Czarny                                                                | Wykluczony (WYK/EX) |
| Biały                                                                 | Nie wystartował (NW) |
| Biały                                                                 | Kontuzjowany (K/INJ) |
| Biały                                                                 | Wyścig odwołany (OD/C) |
| Bez koloru                                                            | Został wycofany (WYC/WD) |
| Bez koloru                                                            | Nie przybył (NP/DNA) |
| Bez koloru                                                            | Nie brał udziału w treningach (NT/DNP) |
| Bez koloru                                                            | Nie został zgłoszony (–) |
| Pogrubienie                                                           | Start z pole position |
| Kursywa                                                               | Najszybsze okrążenie wyścigu |
| †                                                                     | Nie ukończył, ale jego rezultat został zaliczony ze względu na przejechanie więcej niż 90% dystansu wyścigu.                              |
| *                                                                     | Sezon w trakcie |
| 1/2/3                                                                 | Punktowana pozycja w sprincie kwalifikacyjnym                                                                                             |
| Lista systemów punktacji Formuły 1                                    | |

| Poz.                                          | Kierowca                | Zespół                    | POZ | POZ | LAU | LAU | POZ | HUN | HUN | POZ | POZ | Punkty |
| --------------------------------------------- | ----------------------- | ------------------------- | --- | --- | --- | --- | --- | --- | --- | --- | --- | ------ |
| 1                                             | Michał Gil              | Automobilklub Kielecki    | 1   | 3   | 4   | 5   | 2   | 4   | 3   | 1   | 2   | 65     |
| 2                                             | Marcel Baierle          |                           | NU  | 2   | 1   | 2   | -   | 2   | 4   | 3   | 4   | 53     |
| 3                                             | Marek Schramm           |                           | DK  | 1   | 2   | 1   | NW  | 5   | 2   | NU  | 3   | 49     |
| 4                                             | Maurycy Kochański       | Automobilklub Rzemieślnik | DK  | NW  | 12  | 8   | 1   | 3   | 5   | 2   | 1   | 42     |
| 5                                             | Lubomír Glogar          |                           | 3   | 6   | 10  | 12  | 6   | 9   | 9   | -   | -   | 16     |
| 6                                             | Cezary Szlawski         | Automobilklub Kielecki    | 7   | 8   | NW  | 10  | 5   | 10  | 10  | 5   | 5   | 16     |
| 7                                             | Cezary Ruszkowski       | Automobilklub Rzemieślnik | NU  | 4   | NW  | NW  | 3   | -   | -   | -   | -   | 15     |
| 8                                             | Sven Manthey            |                           | 4   | 9   | -   | -   | NU  | 7   | 7   | NU  | NU  | 13     |
| 9                                             | Jörg-Johannes Schroeder |                           | NU  | 10  | 7   | 9   | 4   | 8   | 8   | -   | -   | 13     |
| 10                                            | Manfred Kuhn            |                           | 2   | 5   | 9   | 11  | -   | -   | -   | -   | -   | 12     |
| 11                                            | Jan Stepputat           | Donau Racing              | -   | -   | 3   | 4   | -   | -   | -   | -   | -   | 11     |
| 12                                            | Helmut Rokitta          |                           | NU  | NU  | 5   | 6   | -   | -   | -   | 6   | 6   | 11     |
| 13                                            | Thomas Keller           | Conrad Motorsport         | -   | -   | 8   | 3   | -   | -   | -   | -   | -   | 7      |
| 14                                            | Wojciech Jankowski      | Automobilklub Rzemieślnik | 5   | 7   | 13  | 13  | 8   | -   | -   | -   | -   | 7      |
| 15                                            | David Palmi             | Palmi Motorsport          | -   | -   | -   | -   | -   | -   | -   | 4   | NU  | 5      |
| 16                                            | Heinz Baltensperger     | Team BSR                  | -   | -   | 6   | 7   | -   | -   | -   | -   | -   | 5      |
| 17                                            | Bartosz Gradowski       | Automobilklub Kielecki    | 8   | 11  | -   | -   | 10  | 11  | 11  | -   | -   | 4      |
| 18                                            | Artur Skwarzyński       | Automobilklub Rzemieślnik | 6   | NW  | -   | -   | -   | -   | -   | -   | -   | 3      |
| 19                                            | Tomasz Dąbrowski        | Automobilklub Rzemieślnik | NU  | NW  | 11  | NW  | 7   | -   | -   | -   | -   | 3      |
| 20                                            | Hieronim Kochański      | Automobilklub Rzemieślnik | 9   | NU  | -   | -   | 9   | -   | -   | -   | -   | 1      |
| Kierowcy niedopuszczeni do zdobywania punktów |                         |                           |     |     |     |     |     |     |     |     |     |        |
| NS                                            | Chanoch Nissany         | VIP                       | -   | -   | -   | -   | -   | 1   | 1   | -   | -   | 0      |
| NS                                            | Petr Grasser            | VIP                       | -   | -   | -   | -   | -   | 6   | 6   | -   | -   | 0      |